# Montana (Lied)
Montana ist ein Lied, das von Frank Zappa erstmals 1973 auf dem Album Over-Nite Sensation veröffentlicht wurde. Die Backing Vocals wurden von Tina Turner und den Ikettes eingesungen.

## Liedstruktur
Montana besteht aus den Teilen Einleitung – Erzählung – Refrain – Solo – Mittlerer Abschnitt – Erzählung – Ausklang. Der von Frank Zappa gesungene Liedtext erzählt in absurder, humorvoller Weise von einer Person, die davon träumt, in den US-Bundesstaat Montana zu ziehen, um dort auf einer Farm „Zahnseide zu züchten“ und mit einer riesigen Pinzette zu ernten. Der Traum dieser Person ist es, ein „Zahnseide-Tycoon“ zu werden und auf einem Pony namens „Mighty Little“ („Mächtig Klein“) über die Prärie zu reiten. Der gesamte Liedtext ist in US-Slang formuliert und mit parodistischen Cowboy-Klischees angereichert.
Nach 1:55 Minute, direkt nach dem Refrain, spielt Zappa ein langes Gitarrensolo. Darauf folgt ein komplexerer Mittelteil, in dem auch Tina Turner & The Ikettes singen. Danach singt Zappa die letzten Verse, und beim Ausklang singen Tina Turner & The Ikettes mehrfach die erste Zeile des Refrains, was jeweils von einem “Yippy-ty-o-ty-ay”, gesungen von Kin Vassy beantwortet wird.

## Live-Aufnahmen
Montana wurde ein bevorzugtes Lied von Zappa-Fans und wurde von Zappa und seinen Bands oft live gespielt – etwa während der Tourneen von 1973 bis 1975, 1982, 1984 und 1988. Text und Struktur des Liedes wurden von Zappa bei Live-Aufführungen manchmal spontan variiert. Die Version auf dem Live-Album You Can’t Do That On Stage Anymore, Vol. 2, mit dem erweiterten Titel Montana (Whipping Floss) ist dafür ein Beispiel: Während des Zappa-Konzertes in Helsinki am 22. September 1974 forderte jemand aus dem Publikum die Band per Zuruf dazu auf, Whipping Post zu spielen, ein Lied von The Allman Brothers Band. Zappa scherzte daraufhin mit dem Publikum, da die Band das Lied nicht in ihrem Repertoire hatte und spielte stattdessen Montana, jedoch mit spontan an die Situation angepasstem Liedtext. Eine weitere Live-Version von Montana, die von Zappa nachträglich aus zwei Konzertaufnahmen von 1973 und 1984 zusammengeschnitten wurde, befindet sich auf dem 1988 erstmals veröffentlichten Live-Sammelabum You Can’t Do That On Stage Anymore, Vol. 4. Die 2021 veröffentlichte Sechsfach-CD „Zappa/Erie“ enthält drei weitere Live-Aufnahmen des Liedes, alle aus dem Jahr 1974.

## Sonstiges
Das Lied wurde als B-Seite der Single I’m The Slime (1973) veröffentlicht und 1995 auf der Best-of-Zusammenstellung Strictly Commercial.
Dem Zappa-Biographen Barry Miles zufolge war Tina Turner so beeindruckt von dem Lied, dass sie anbot mit ihren Backup-Sängern die Zeile “raising my lonely dental floss” zu singen. Danach spielte sie das Lied ihrem damaligen Ehemann Ike Turner vor, der nicht sehr begeistert von der Aufnahme war.